# Клоковское сельское поселение
Кло́ковское се́льское поселе́ние — упразднённое муниципальное образование в составе Торжокского района Тверской области. На территории поселения находилось 17 населённых пунктов.
Центр поселения — деревня Клоково.
Образовано в 2005 году, включило в себя территорию Клоковского сельского округа.
Законом Тверской области от 17 апреля 2017 года № 23-ЗО были преобразованы, путём их объединения, муниципальные образования Мирновское и Клоковское сельские поселения в Мирновское сельское поселение.

## Географические данные
- Общая площадь: 68,2 км²
- Нахождение: восточная часть Торжокского района .
  - Граничит:
    - на севере — с Большепетровским СП
    - на востоке — с Марьинским СП
    - на юге — с Мирновским СП
    - на западе — с Будовским СП.

По северной части поселения проходит железная дорога «Лихославль—Торжок—Ржев».
Через территорию поселения запроектировано прохождение скоростной автомагистрали Москва — Санкт-Петербург.

## Население
По переписи 2002 года — 598 человек, на 01.01.2008 — 526 человек.
Национальный состав: русские.

## Населенные пункты
На территории поселения находятся следующие населённые пункты:

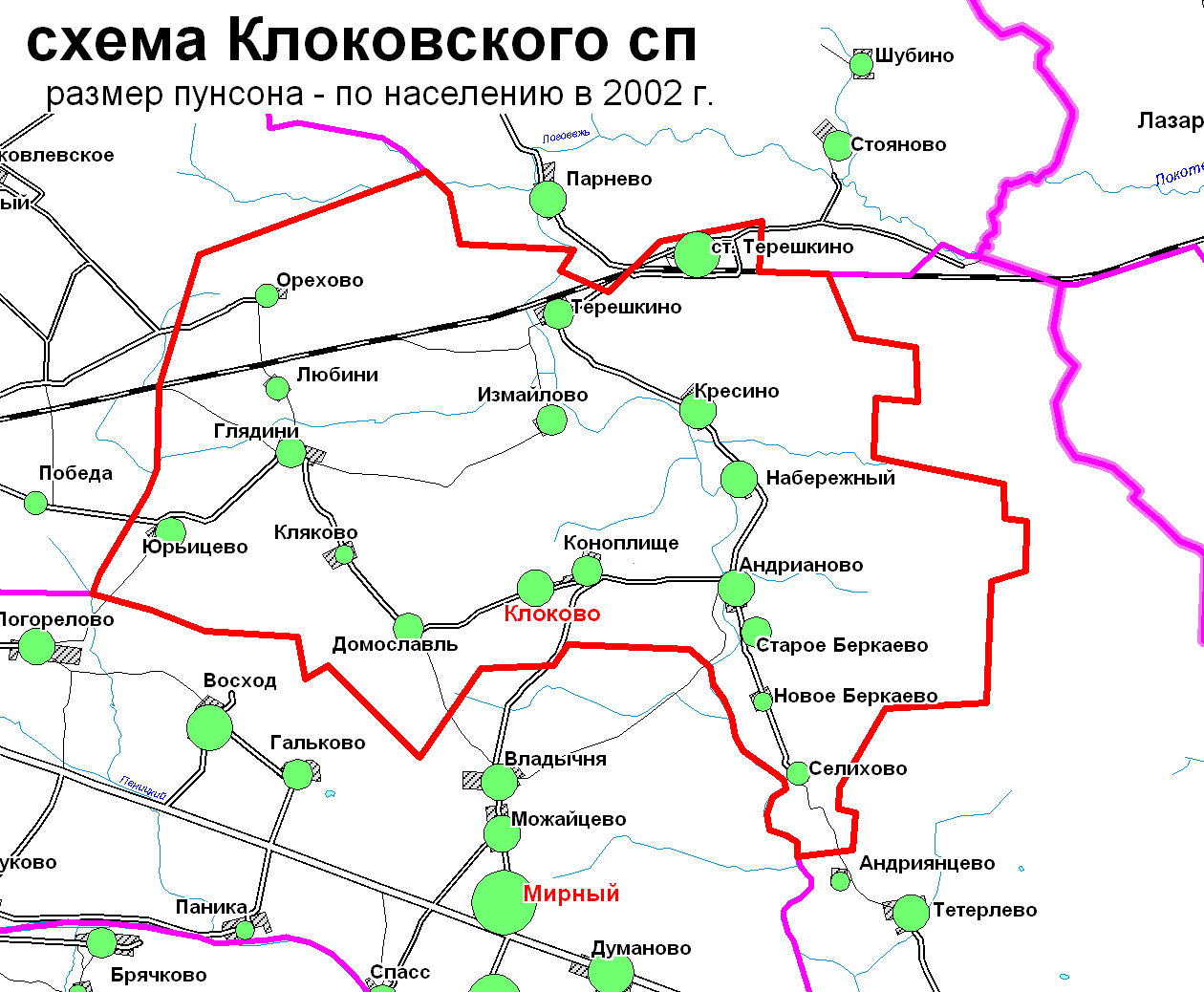
Схема Клоковского сп

| Тип     | Название        | Население | Население | Население |
| Тип     | Название        | 1996      | 2002      | 2008      |
| ------- | --------------- | --------- | --------- | --------- |
| дер.    | Клоково         | 75        | 71        | 62        |
| дер.    | Андрианово      | 100       | 93        | 71        |
| дер.    | Глядини         | 44        | 32        | 36        |
| дер.    | Домославль      | 31        | 21        | 22        |
| дер.    | Измайлово       | 10        | 11        | 9         |
| дер.    | Кляково         | 7         | 2         | 6         |
| дер.    | Коноплище       | 27        | 18        | 16        |
| дер.    | Кресино         | 53        | 62        | 47        |
| дер.    | Любини          | 26        | 8         | 10        |
| пос.    | Набережный      | 71        | 54        | 47        |
| дер.    | Новое Беркаево  | 0         | 4         | 0         |
| дер.    | Орехово         | 14        | 10        | 4         |
| дер.    | Селихово        | 14        | 8         | 4         |
| дер.    | Старое Беркаево | 29        | 29        | 24        |
| дер.    | Терешкино       | 39        | 31        | 23        |
| ж-д.ст. | Терешкино       | 124       | 107       | 108       |
| дер.    | Юрьицево        | 40        | 37        | 37        |

## История
В XI—XIV вв. территория поселения относилась к Новгородской земле и составляла часть «городовой волости» города Торжка (Нового Торга).
В XV веке присоединена к Москве.
- После реформ Петра I территория поселения входила:
  - в 1708—1727 гг. в Санкт-Петербургскую (Ингерманляндскую 1708—1710 гг.) губернию,Тверскую провинцию,
  - в 1727—1775 гг. в Новгородскую губернию, Тверскую провинцию,
  - в 1775—1796 гг. в Тверское наместничество, Новоторжский уезд,
  - в 1796—1929 гг. в Тверскую губернию, Новоторжский уезд,
  - в 1929—1935 гг. в Московскую область, Новоторжский район,
  - в 1935—1963 гг. в Калининскую область, Новоторжский район,
  - в 1963—1990 гг. в Калининскую область, Торжокский
район,
  - с 1990 в Тверскую область, Торжокский район.

В середине XIX-начале XX века большинство деревень поселения относились к Марьинской волости Новоторжского уезда. В 50-е годы XX века деревни поселения относились к Андриановскому и Погореловскому
сельсоветам.